# Acrosticta profunda
Acrosticta profunda är en tvåvingeart som beskrevs av Friedrich Georg Hendel 1909. Acrosticta profunda ingår i släktet Acrosticta och familjen fläckflugor. Inga underarter finns listade i Catalogue of Life.